# Gesäß

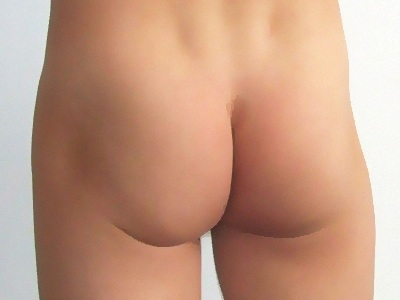
Männliches Gesäß (hohes schmales Becken)

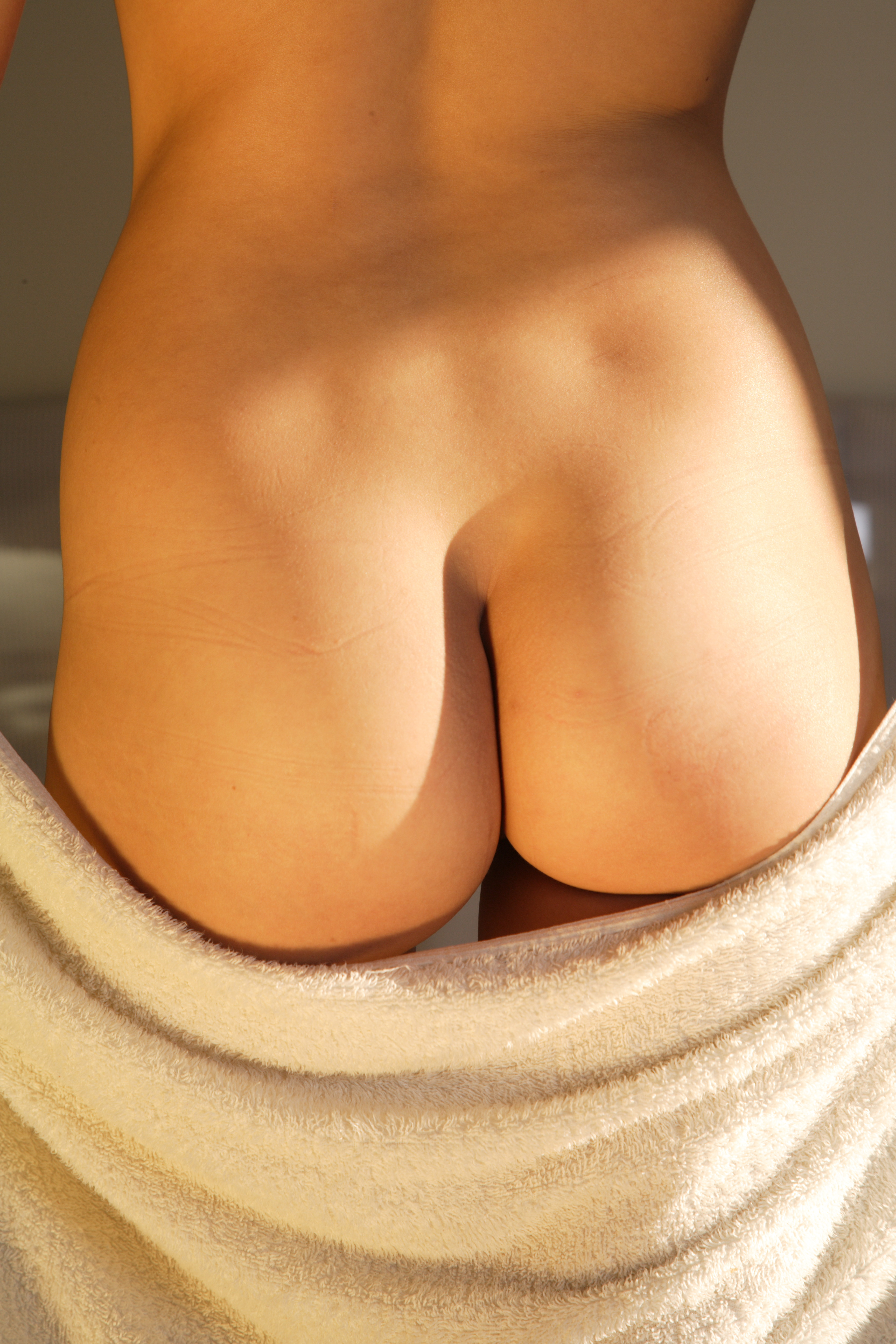
Weibliches Gesäß

Das Gesäß (anatomisch Nates, Clunes, Regio glutea, Regio glutealis, Glutealregion) ist ein nur bei Menschen und ansatzweise bei Primaten ausgeprägter Körperteil am unteren Rumpfende. In der topographischen Anatomie wird das Gebiet des Gesäßes als Regio glutaea (Gesäßregion) bezeichnet. Bei Tieren nennt man diese Region Kruppe, beim Menschen auch Hintern oder Sterz.

## Anatomie
Das Gesäß ist aus zwei halbkugelförmigen, spiegelsymmetrischen Gesäßhälften oder Gesäßbacken aufgebaut, die durch die Analrinne (Rima ani, Crena analis) voneinander getrennt werden. Das Gesäß besteht aus den beiden Sitzbeinen (Os ischii) des Beckens als knöcherner Grundlage, aus den Gesäßmuskeln Musculus gluteus maximus, medius und minimus und aus ausgeprägten Fettpolstern. Durch die Gesäßfurchen werden beide Gesäßbacken nach unten begrenzt.
Der Musculus gluteus maximus ist nach dem Kaumuskel (Musculus masseter) der zweitstärkste Skelettmuskel des menschlichen Körpers (es gibt jedoch unterschiedliche Definitionen für Muskelstärke, nach anderen ist der Musculus gluteus maximus der stärkste Muskel). Er verbindet Darmbeinschaufel und Kreuzbein mit dem Oberschenkel, ermöglicht als Strecker des Hüftgelenks das Gehen und Stehen und verhindert ein Überkippen des Beckens nach vorn. Die Musculus gluteus medius und Musculus gluteus minimus verhindern das Absinken des Beckens auf der Seite des Spielbeins beim Gehen und einbeinigen Stehen.
Außer der aufrechten Haltung erlaubt das Gesäß dank seiner Fettpolster auch längeres Sitzen. Es stellt nach dem Bauch das größte Fettdepot dar. Die Form und die Größe der Gesäßbacken werden daher weitgehend von der Masse des subkutanen Fetts bestimmt. Seine Menge (ca. ein Drittel bis weit über die Hälfte der Gesäßmasse) hängt in erster Linie vom Geschlecht und vom Ernährungszustand des Körpers ab. Das Fett konzentriert sich an den Hinterbacken als mehrere Zentimeter dicke Schicht unter der Haut, als Fetteinlagerung zwischen den einzelnen Muskelsträngen sowie als Fettkörper im unteren inneren Bereich der Gesäßbacken. Die Tendenz, im Lebensverlauf ein voluminöseres Gesäß zu entwickeln, wird als Steatopygie (umgangssprachlich auch als Fettsteiß) bezeichnet.

## Soziale Bedeutung
Das Gesäß gilt als intimer Körperteil mit starkem erotischem Reiz für beide Geschlechter, aber wegen der Nähe zum Anus auch als unrein. Das Schamgefühl gebietet es in sehr vielen Kulturen, das Gesäß zu bedecken. Die Entblößung des eigenen Gesäßes ist in manchen Kulturen eine Geste, um Protest, Hohn oder Geringschätzung auszudrücken – wie beim Mooning.
Schläge auf das Gesäß sind in vielen Kulturen eine Methode der Körperstrafe. Dies tritt vor allem im Strafvollzug in Erscheinung, aber auch in sehr umstrittener Weise in der Kindererziehung. Im Englischen (und im Deutschen im BDSM-Bereich) wird die Züchtigung auf das Gesäß auch als Spanking bezeichnet.

## Andere Bezeichnungen
Eine veraltende hochsprachliche Bezeichnung für das Gesäß ist Steiß. Sie findet sich heute noch im Steißbein, dem unteren Fortsatz der Wirbelsäule. Es gibt ferner überaus zahlreiche umgangs- und vulgärsprachliche Ausdrücke für das Gesäß. Das seit dem 17. Jahrhundert belegte Podex ist lateinischen Ursprungs (pōdex, das ablautend zu pēdere ‚furzen‘ gehört). Popo und Po sind vermutlich ammensprachliche Kürzungen aus dem 18. Jahrhundert, zuerst im Nordosten bezeugt. Popo ist auch der Ursprung für die Redewendung „Setz dich auf deine vier Buchstaben!“
Meist vulgär wird der Begriff Arsch verwendet, beispielsweise im Schwäbischen Gruß („Leck mich am Arsch“). Er geht auf indogermanisch *orso-s ‚Hinterer‘ zurück, im Hethitischen arraš, im Griechischen órros, bedeutet aber eigentlich Anus, steht also nur metonymisch, als pars pro toto, für das ganze Gesäß. Weitere Bezeichnungen sind Fott (vgl. dazu auch die Etymologie von Fotze), in der Schweiz Füdli, Füdle, Füdlech bzw. kindersprachlich Fudi (eine Zusammensetzung von Fud und Loch). In Norddeutschland ist teilweise die plattdeutsche Bezeichnung Mors geläufig.
Im Hochdeutschen ist der Hintern ein vergleichsweise neutraler Begriff für das Gesäß, ohne kindlichen oder vulgärsprachlichen Anklang. Eine etwas ironische Bezeichnung mit Anspruch auf feine Sprache ist der Allerwerteste. Der Begriff Sitzfleisch für das Gesäß wird auch als Metapher für Ausdauer und Beharrungsvermögen verwendet.
Im Hessischen wird der Begriff Bobbes verwendet, der aber auch eine feine Backware aus ausgerolltem Mürbeteig oder Hefefeinteig bezeichnet.

## Kultur
Leck mich im Arsch ist ein sechsstimmiger Kanon von Wolfgang Amadeus Mozart.